# Chauchina
Chauchina är en kommun i Spanien. Den ligger i provinsen Provincia de Granada och regionen Andalusien, i den södra delen av landet, 400 km söder om huvudstaden Madrid. Antalet invånare är 4 813.